# The Records
The Records var en brittisk musikgrupp som var aktiv under åren 1977-1982. Gruppen bestod vid skivdebuten av Huw Gower (sång, gitarr), John Wicks (sång, gitarr), Phil Brown (basgitarr), Will Birch (trummor). Birch och Wicks var även gruppens primära låtskrivare. Gruppen vars musik var inspirerad av 1960-talsgrupper som The Kinks och The Beatles, samt tidiga 1970-talsgrupper som Badfinger och Big Star spelade vad som kallas powerpop. Deras första singel "Starry Eyes" blev också deras största hit. Den nådde plats 56 på singellistan Billboard Hot 100 i USA. Debutalbumet Shades in Bed blav också ganska framgångsrikt och nådde under titeln The Records plats 41 i USA. Skivan listnoterades också i Sverige där det toppade på plats 35 på Topplistan.
Vid tidpunkten då gruppens andra album Crashes utgavs 1980 hade Jude Cole ersatt Huw Gower som lämnat gruppen. Skivan blev ingen framgång och detta gällde även deras tredje album från 1982, Music on Both Sides. Gruppen förlorade sitt skivkontrakt hos Virgin Records och upplöstes.